# Hrobka Silva-Tarouca-Unwerthů
Hrobka Silva-Tarouca-Unwerthů neboli hrobka Silva-Tarouců Unwerth je empírová pohřební kaple Panny Marie na hřbitově v Pohledu v okrese Havlíčkův Brod. Hrobku nechal postavit majitel pohledského panství Evžen starší ze Silva-Tarouca-Unwerthu ve 40. letech 19. století. V hrobce bylo pohřbeno pět osob z původně portugalského šlechtického rodu Silva-Tarouca. Stavba je v majetku Římskokatolické farnosti Pohled a spolu s ohradní zdí hřbitova a márnicí je památkově chráněná. Kaple je nepřístupná, pouze jednou v roce se pro veřejnost u příležitosti Památky zesnulých slouží mše.

## Historie
Panství Pohled se dostalo do majetku rodu Silva-Tarouca v roce 1822. Tehdy ho Evžen starší hrabě ze Silva-Tarouca-Unwerthu (1813–1877) zdědil po svém bezdětném prastrýci Josefovi hraběti z Unwerthu (1753–1822). Až do své smrti měla pohledské panství k dispozici Josefova druhá manželka Karolína Deymová ze Střítěže (1798–1826), ta se však za náhradu svého práva v roce 1824 vzdala. Panství pak až do Evženovy dospělosti v roce 1837 spravoval jeho otec Jiří (1775–1839). Evžen pokračoval v úpravách zámku a v roce 1858 nechal postavit svatoanenské lázně. V roce 1864 statek, zámek a přírodní park prodal Klotyldě z Dietrichsteinu (1828–1899), provdané za hraběte Eduarda z Clam-Gallasu. Ta ho připojila k velkostatku Polná-Přibyslav.
Pohřební kaple, které se nachází uprostřed hřbitova založeného v roce 1818, byla postavena na popud zmíněného Evžena staršího ve 40. letech 19. století. Impulsem k výstavbě bylo úmrtí jeho otce Jiřího.
V době komunistické zvůle byla hrobka několikrát vykradena a ostatky zneuctěny, mimo jiné se ztratily některé štítky s rodovým erbem a jmény z rakví. Na druhou stranu byla v roce 1971 v rámci akce Z, kterou organizoval MNV, provedena generální oprava. Původní šindelová střecha byla nahrazena plechovou a celá budova byla zvenčí omítnuta. Při těchto úpravách však byla z větší části otlučena štuková výzdoba.
V letech 2013–2015 byla kaple zrenovována.

## Architektura

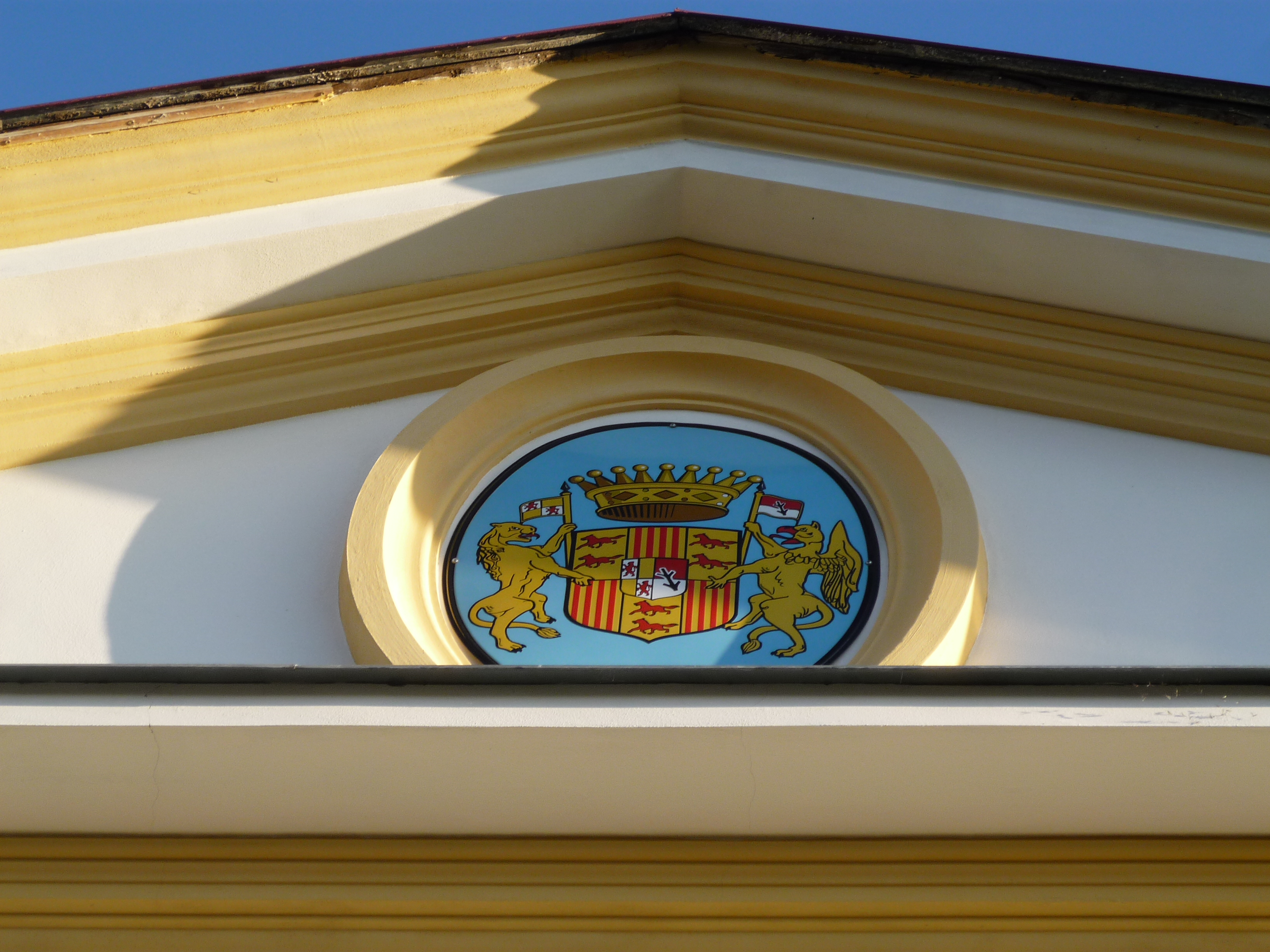
Rodový erb v tympanonu

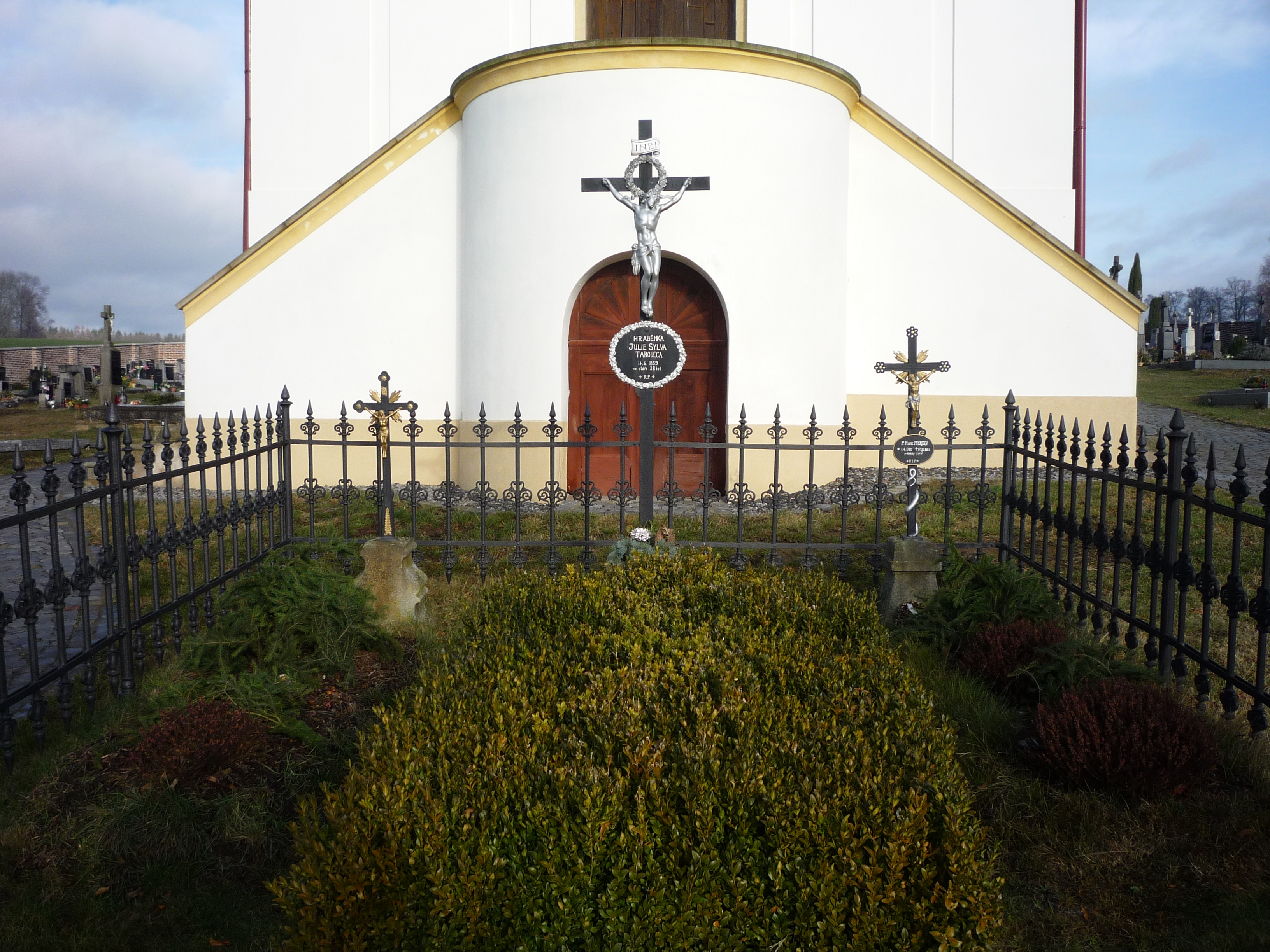
Kříže před kaplí

Obdélná empírová stavba se nachází uprostřed hřbitova v ose od jihozápadu k severovýchodu. Patrová stavba se skládá z hrobky v přízemí a kaple v prvním patře. Výrazným prvkem je dvouramenné předsazené schodiště, pod kterým je vchod do hrobky. Zatímco čelní fasáda je členěna čtyřmi pilastry, boční strany jen třemi a mezi nim je vždy po dvou oknech. Průčelí je završeno trojúhelníkovým štítem, uprostřed kterého je erb. Nad ním dominuje kovový latinský kříž.
Před kaplí se nachází kovovou mříží ohrazený prostor, kde jsou tři náhrobky v podobě krucifixu. Nejvyšší je uprostřed, figura Krista je postříbřena. Pod jeho nohama je kruhová deska ověnčená rostlinnými motivy a nápisem:

HRABĚNKA 

JULIE SYLVA 

TAROUCCA 

14. 6. 1859 

ve stáří 38 let 

† RIP †

Traduje se, že hraběnka nebyla pohřbena v kapli, protože nebyla urozeného původu.

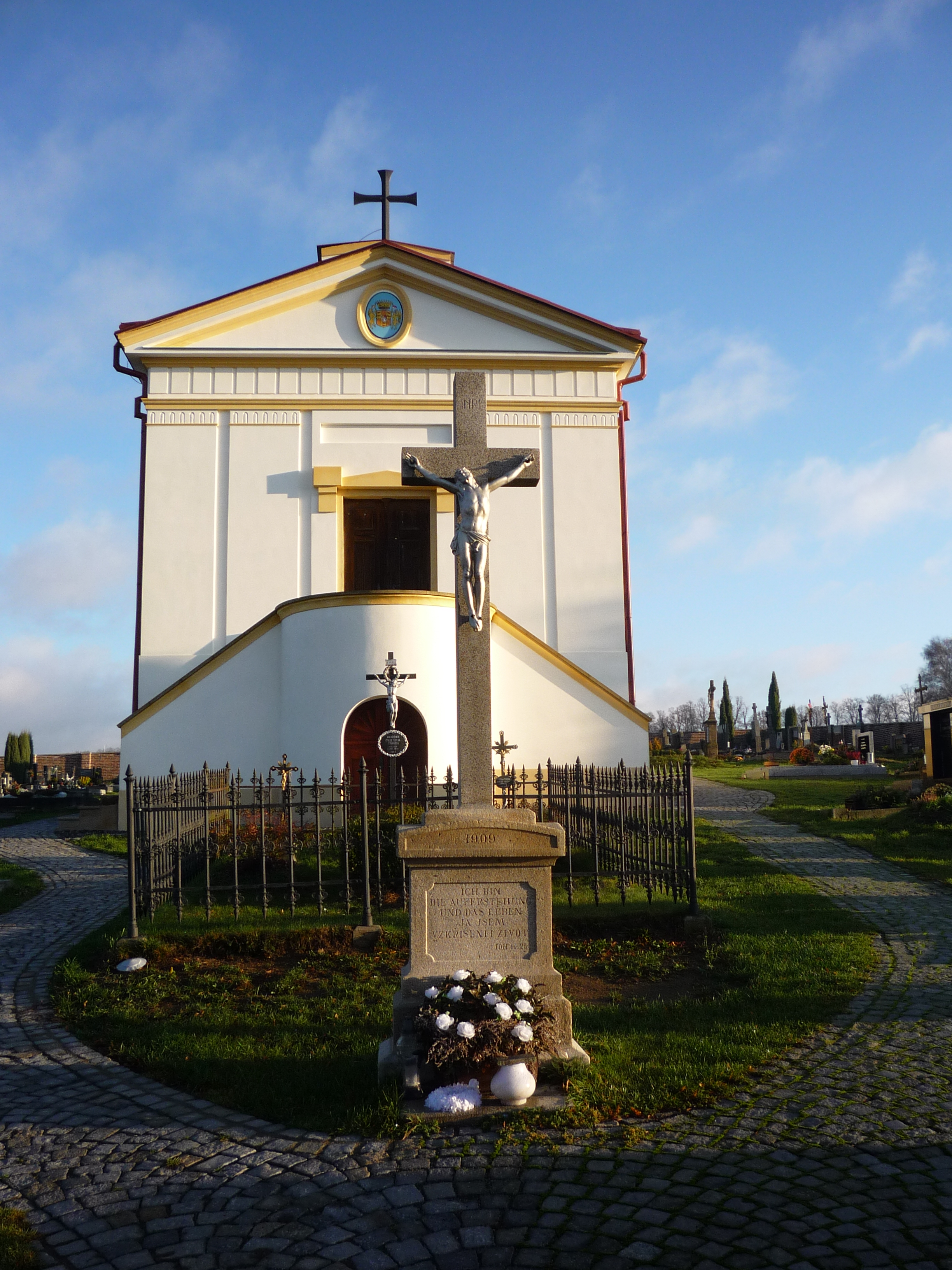
Centrální kříž

Před nimi je centrální kamenný kříž z roku 1909. Na něm je vročení, nápis v němčině a v češtině:

1909 

ICH BIN 

DIE AUFERSTEHUNG 

UND DAS LEBEN 

JÁ JSEM 

VZKŘÍŠENÍ I ŽIVOT 

IOH 11 25

Stojí na místě nedatovaného staršího dřevěného kříže, který byl ozdoben obrazem Krista na plechu a který byl v roce 1859 obnoven.

## Seznam pohřbených

### Chronologicky podle data úmrtí
V tabulce jsou uvedeny základní informace o pohřbených. Fialově jsou vyznačeni příslušníci Silva-Tarouců, žlutě jsou vyznačeny přivdané manželky, pokud zde byly pohřbeny, nebo příbuzní. Červeně jsou zvýrazněni majitelé panství, od roku 1848 velkostatku Pohled. Zeleně je vyznačena osoba, které je pohřbena před hrobkou, má navíc speciální číslování. Podle legendy předci Silva-Tarouců pocházeli z města Alba Longa, ze kterého měli pocházet i zakladatelé Říma Romulus a Remus. Mezi předky měli mít rovněž členy barbarského kmene Vizigótů, kteří se v dnešním Španělsku usadili v době stěhování národů. Každopádně patří Silva-Taroucové k nejstarším šlechtickým rodům na Pyrenejském poloostrově, v roce 1755 jim byl přiznán rakouský hraběcí stav. Generace jsou počítány od Jana ze Silvy (1671–1738), který se oženil s Janou z Menezes († 1734), dědičkou rodu Tarouca. U manželek je generace v závorce a týká se generace manžela. 
| Po-řadí | Gene-race | Jméno pohřbeného                    | Datum a místo narození | Otec                                                                            | Datum a místo sňatku, choť                      | Pohřeb a uložení do hrobky                   | Poznámky |
| Po-řadí | Gene-race | Jméno pohřbeného                    | Datum a místo úmrtí    | Matka                                                                           | Datum a místo sňatku, choť                      | Pohřeb a uložení do hrobky                   | Poznámky |
| ------- | --------- | ----------------------------------- | ---------------------- | ------------------------------------------------------------------------------- | ----------------------------------------------- | -------------------------------------------- | --- |
| 1.      | 5.        | Anna Silva-Tarouca                  | 1825                   | Jiří Silva-Tarouca (č. 4)                                                       |                                                 | Pohřbena 10. 10. 1826.                       | Zemřela ve věku 13 měsíců na vodnatelnost plic. |
| 1.      | 5.        | Anna Silva-Tarouca                  | 8. 10. 1826            | Kristýna z Unwerthu (č. 5)                                                      |                                                 | Pohřbena 10. 10. 1826.                       | Zemřela ve věku 13 měsíců na vodnatelnost plic. |
| 2.      | 5.        | Josef Silva-Tarouca                 | 1823                   | Jiří Silva-Tarouca (č. 4)                                                       |                                                 | Pohřben 16. 10. 1826.                        | Zemřel ve věku tří let na vodnatelnost v důsledku spály. |
| 2.      | 5.        | Josef Silva-Tarouca                 | 14. 10. 1826           | Kristýna z Unwerthu (č. 5)                                                      |                                                 | Pohřben 16. 10. 1826.                        | Zemřel ve věku tří let na vodnatelnost v důsledku spály. |
| 3.      | 5.        | Františka (Franciska) Silva-Tarouca | 1828                   | Jiří Silva-Tarouca (č. 4)                                                       |                                                 |                                              | |
| 3.      | 5.        | Františka (Franciska) Silva-Tarouca | 1829                   | Kristýna z Unwerthu (č. 5)                                                      |                                                 |                                              | |
| 4.      | 4.        | Jiří (Georg) Silva-Tarouca          | 8. 7. 1775 Vídeň       | František Štěpán Silva-Tarouca 30. 1. 1750 Vídeň – 5. 3. 1797 Vídeň             | 1810: Kristýna z Unwerthu (č. 5)                | Pohřben 20. 5. 1839.                         | Zakladatel mladší linie Silva-Tarouca-Unwerth, přestože jméno Unwerth přijal až jeho syn. Major rakouské armády. Zemřel ve věku 63 let na vodnatelnost plic. |
| 4.      | 4.        | Jiří (Georg) Silva-Tarouca          | 15. 5. 1839 Praha      | Marie Kristýna ze Schönborn-Heussenstammu 20. 9. 1754 Vídeň – 25. 8. 1797 Vídeň | 1810: Kristýna z Unwerthu (č. 5)                | Pohřben 20. 5. 1839.                         | Zakladatel mladší linie Silva-Tarouca-Unwerth, přestože jméno Unwerth přijal až jeho syn. Major rakouské armády. Zemřel ve věku 63 let na vodnatelnost plic. |
| 5.      | (4.)      | Kristýna z Unwerthu                 | 19. 4. 1788 Praha      | Jan Nepomuk Václav z Unwerthu 25. 10. 1752 Mníšek pod Brdy – 10. 11. 1792       | 1810: Jiří Silva-Tarouca (č. 4)                 | Pohřbena 21. 4. 1841.                        | Zemřela ve věku 53 let na vodnatelnost osrdečníku. Narodily se jí následující děti: - 1. Jan (*/† 1813) - 2. Evžen (1813–1877; č. x877) - 3. Jiří Jan (1814–?) - 4. Bedřich František (1816–?) - 5. Servác Karel (1821–1876; č. x876) - 6. Josef (1823–1826; č. 2) - 7. Anna (1825–1826; č. 1) - 8. Františka (1828–1829; č. 3) |
| 5.      | (4.)      | Kristýna z Unwerthu                 | 16. 4. 1841 Praha      | Anna Ludmila Hartmannová z Klarsteinu 24. 7. 1764 Praha – 27. 5. 1794 Praha     | 1810: Jiří Silva-Tarouca (č. 4)                 | Pohřbena 21. 4. 1841.                        | Zemřela ve věku 53 let na vodnatelnost osrdečníku. Narodily se jí následující děti: - 1. Jan (*/† 1813) - 2. Evžen (1813–1877; č. x877) - 3. Jiří Jan (1814–?) - 4. Bedřich František (1816–?) - 5. Servác Karel (1821–1876; č. x876) - 6. Josef (1823–1826; č. 2) - 7. Anna (1825–1826; č. 1) - 8. Františka (1828–1829; č. 3) |
| x859.   | (5.)      | Julie Kaufmannová                   | 10. 8. 1819            |                                                                                 | 1843: Evžen ze Silva-Tarouca-Unwerthu (č. x877) | Pohřbena 17. 6. 1859 na hřbitově před kaplí. | Herečka. Sňatek byl morganatický. Zemřela ve věku 38 let na paralýzu. Narodil se jí jediný syn: - Evžen mladší (1844–1889; č. x889) |
| x859.   | (5.)      | Julie Kaufmannová                   | 14. 6. 1859            |                                                                                 | 1843: Evžen ze Silva-Tarouca-Unwerthu (č. x877) | Pohřbena 17. 6. 1859 na hřbitově před kaplí. | Herečka. Sňatek byl morganatický. Zemřela ve věku 38 let na paralýzu. Narodil se jí jediný syn: - Evžen mladší (1844–1889; č. x889) |

### Pohřby dalších příslušníků linie Silva-Tarouca-Unwerth
Tabulka je přehledem dalších příslušníků rodové linie, kteří nebyli pohřbeni v Pohledu. Mají speciální číslování a zelené zvýraznění ve dvou sloupcích. Žlutě jsou vyznačeny nejen manželky, ale také další příbuzní. Červeně je vyznačen majitel zámku Pohled.
| Po-řadí | Gene-race                      | Jméno pohřbeného                                                    | Datum a místo narození                                       | Otec                                                              | Datum a místo sňatku, choť                                   | Pohřeb a uložení do hrobky | Poznámky |
| Po-řadí | Gene-race                      | Jméno pohřbeného                                                    | Datum a místo úmrtí                                          | Matka                                                             | Datum a místo sňatku, choť                                   | Pohřeb a uložení do hrobky | Poznámky |
| ------- | ------------------------------ | ------------------------------------------------------------------- | ------------------------------------------------------------ | ----------------------------------------------------------------- | ------------------------------------------------------------ | --- | --- |
| x862.   |                                | Bedřich (Friedrich) z Gallenbergu                                   | 29. 12. 1809                                                 | Václav Robert z Gallenbergu 28. 12. 1783 Lublaň – 13. 3. 1839 Řím | 16. 4. 1844: Jindřiška Pavlína Skrbenská z Hříště (č. x890)  | Pohřben 18. 10. 1862 na hřbitově v Čechách pod Kosířem. Jeho náhrobek byl později přesunut na hrobku Silva-Tarouců do zámeckého parku.                                                                               | Nejvyšší dědičný zemský lovčí v Kraňsku a Vindické marce, c. k. komoří a rytmistr. Sloužil u vojenské posádky v Opavě a u hulánů v Prostějově. Zemřel ve věku 52 let na ochrnutí mozku.                 |
| x862.   | 16. 10. 1862 Čechy pod Kosířem | Bedřich (Friedrich) z Gallenbergu                                   | Julie z Guicciardi 23. 11. 1782 Przemyśl – 22. 3. 1856 Vídeň |                                                                   | 16. 4. 1844: Jindřiška Pavlína Skrbenská z Hříště (č. x890)  | Pohřben 18. 10. 1862 na hřbitově v Čechách pod Kosířem. Jeho náhrobek byl později přesunut na hrobku Silva-Tarouců do zámeckého parku.                                                                               | Nejvyšší dědičný zemský lovčí v Kraňsku a Vindické marce, c. k. komoří a rytmistr. Sloužil u vojenské posádky v Opavě a u hulánů v Prostějově. Zemřel ve věku 52 let na ochrnutí mozku.                 |
| x876.   | 5.                             | Servác Karel (Servaz Karl) ze Silva-Tarouca                         | 14. 12. 1821                                                 | Jiří Silva-Tarouca (č. 4)                                         | 4. 10. 1865: Matylda z Bartensteinu (č. x894)                | Pohřben 19. 10. 1876 v Opavě. | C. k. rytmistr. Zemřel ve věku 54 let na tuberkulózu. |
| x876.   | 5.                             | Servác Karel (Servaz Karl) ze Silva-Tarouca                         | 17. 10. 1876 Opava                                           | Kristýna z Unwerthu (č. 5)                                        | 4. 10. 1865: Matylda z Bartensteinu (č. x894)                | Pohřben 19. 10. 1876 v Opavě. | C. k. rytmistr. Zemřel ve věku 54 let na tuberkulózu. |
| x877.   | 5.                             | Evžen (Eugen) starší ze Silva-Tarouca-Unwerthu                      | 1. 9. 1813 Praha                                             | Jiří Silva-Tarouca (č. 4)                                         | 1843: Julie Kaufmannová (č. x859)                            | Pohřben 22. 5. 1877 na Starém hřbitově v Opavě v místech dnešního kostela sv. Hedviky, náhrobek byl přenesen na Nový hřbitov 5. března 1892.                                                                         | Zakladatel hrobky. C. k. komoří, důstojník rakouské armády. Majitel statku Pohled (1822/1824–1864). Zemřel jako 63letý na sešlost věkem.                                                                |
| x877.   | 5.                             | Evžen (Eugen) starší ze Silva-Tarouca-Unwerthu                      | 20. 5. 1877 Opava                                            | Kristýna z Unwerthu (č. 5)                                        | 31. 5. 1864: Jindřiška Pavlína Skrbenská z Hříště (č. x890)  | Pohřben 22. 5. 1877 na Starém hřbitově v Opavě v místech dnešního kostela sv. Hedviky, náhrobek byl přenesen na Nový hřbitov 5. března 1892.                                                                         | Zakladatel hrobky. C. k. komoří, důstojník rakouské armády. Majitel statku Pohled (1822/1824–1864). Zemřel jako 63letý na sešlost věkem.                                                                |
| x889.   | 6.                             | Evžen (Eugen) mladší ze Silva-Tarouca-Unwerthu                      | 10. 6. 1844 Pešť                                             | Evžen ze Silva-Tarouca-Unwerthu (č. x877)                         |                                                              | Dne 28. 2. 1889 byl převezen na Západní dráhu a dále na kremaci do Gothy. | Poslední mužský příslušník rodové linie Silva-Tarouca-Unwerth. Voják u hulánského pluku č. 1. Zemřel ve věku 44 let na srdeční vadu.                                                                    |
| x889.   | 6.                             | Evžen (Eugen) mladší ze Silva-Tarouca-Unwerthu                      | 25. 2. 1889 Penzing                                          | Julie Kaufmannová (č. x859)                                       |                                                              | Dne 28. 2. 1889 byl převezen na Západní dráhu a dále na kremaci do Gothy. | Poslední mužský příslušník rodové linie Silva-Tarouca-Unwerth. Voják u hulánského pluku č. 1. Zemřel ve věku 44 let na srdeční vadu.                                                                    |
| x890.   | (5.)                           | Jindřiška Pavlína (Henriette Pauline) Skrbenská z Hříště, zv. Jetty | 14. 3. 1824 Šenov u Ostravy                                  | Antonín Skrbenský z Hříště                                        | 16. 4. 1844: Bedřich z Gallenbergu (č. x862)                 | Převezena do Opavy 25. 9. 1890. Pohřbena na tamějším Starém hřbitově, hrob byl přenesen na Nový hřbitov 5. března 1892. Poplatky za hrob zaplatil Konvent Milosrdných bratří ve Vídni na celou dobu trvání hřbitova. | Měla malířské nadání, osobně se znala s malířem Josefem Mánesem. Zajímala se o numismatiku, její sbírka čítala na pět tisíc mincí. Bezdětná. Zemřela ve věku 66 let na encefalomalacii (měknutí mozku). |
| x890.   | (5.)                           | Jindřiška Pavlína (Henriette Pauline) Skrbenská z Hříště, zv. Jetty | 22. 9. 1890 Spital am Pyhrn, Horní Rakousy                   |                                                                   | 31. 5. 1864: Evžen ze Silva-Tarouca-Unwerthu (č. x877)       | Převezena do Opavy 25. 9. 1890. Pohřbena na tamějším Starém hřbitově, hrob byl přenesen na Nový hřbitov 5. března 1892. Poplatky za hrob zaplatil Konvent Milosrdných bratří ve Vídni na celou dobu trvání hřbitova. | Měla malířské nadání, osobně se znala s malířem Josefem Mánesem. Zajímala se o numismatiku, její sbírka čítala na pět tisíc mincí. Bezdětná. Zemřela ve věku 66 let na encefalomalacii (měknutí mozku). |
| x894.   | (5.)                           | Matylda (Mathilde) z Bartensteinu                                   | 31. 3. 1836                                                  | Josef z Bartensteinu                                              | 4. 10. 1865: Servác Karel ze Silva-Tarouca-Unwerthu (č. 876) | Pohřbena melčským farářem Lvem Skrbenským z Hříště 3. 7. 1894 v Opavě. | Zemřela ve věku 58 let na ochrnutí srdce. |
| x894.   | (5.)                           | Matylda (Mathilde) z Bartensteinu                                   | 30. 6. 1894 Opava                                            | Marie z Bartensteinu                                              | 4. 10. 1865: Servác Karel ze Silva-Tarouca-Unwerthu (č. 876) | Pohřbena melčským farářem Lvem Skrbenským z Hříště 3. 7. 1894 v Opavě. | Zemřela ve věku 58 let na ochrnutí srdce. |

### Příbuzenské vztahy pohřbených
Následující schéma znázorňuje příbuzenské vztahy Silva-Tarouců a Unwerthů. Červeně orámovaní byli pohřbeni v hrobce nebo před hrobkou, arabské číslice odpovídají pořadí úmrtí podle předchozích tabulek. Římské číslice představují pořadí manžela nebo manželky, pokud někdo vstoupil do manželství více než jednou.  Modře je orámován zakladatel rakouské rodové větve Emanuel Silva-Tarouca (1691–1771), který zakoupil panství Čechy pod Kosířem a nechal z něho zřídit rodinné fideikomis. Zeleně je orámován Josef z Unwerthu (1753–1822), který v roce 1807 koupil panství Pohled. Oranžově jsou orámováni další příslušníci rodové linie, kteří jsou uvedeni v druhé tabulce a nebyli pohřbeni v Pohledu. Tučně je zvýrazněn Evžen Silva-Tarouca-Unwerth (1813–1877), zakladatel hrobky a majitel Pohledu v letech 1822/1824–1864. Vzhledem k účelu schématu se nejedná o kompletní rodokmen.
|                                                                       |                                                                       |                                                                       |                                                                       |                                                                       |                                                                       |  |  | Emanuel Teles da Silva-Tarouca 1691/1696–1771       | Emanuel Teles da Silva-Tarouca 1691/1696–1771       | Emanuel Teles da Silva-Tarouca 1691/1696–1771       | Emanuel Teles da Silva-Tarouca 1691/1696–1771       | Emanuel Teles da Silva-Tarouca 1691/1696–1771       | Emanuel Teles da Silva-Tarouca 1691/1696–1771       |  |  | Johanna Amálie ze Schleswig-Holstein-Sondenburg-Becku 1718–1774 | Johanna Amálie ze Schleswig-Holstein-Sondenburg-Becku 1718–1774 | Johanna Amálie ze Schleswig-Holstein-Sondenburg-Becku 1718–1774 | Johanna Amálie ze Schleswig-Holstein-Sondenburg-Becku 1718–1774 | Johanna Amálie ze Schleswig-Holstein-Sondenburg-Becku 1718–1774 | Johanna Amálie ze Schleswig-Holstein-Sondenburg-Becku 1718–1774 |                               |                               |                                       |                                       |                                       |                                       |                                       |                                       |                                 |                                 |                                            |                                            |                                            |                                            |                                            |                                            |                              |                              | I. Markéta Janovská z Janovic          | I. Markéta Janovská z Janovic          | I. Markéta Janovská z Janovic          | I. Markéta Janovská z Janovic          | I. Markéta Janovská z Janovic          | I. Markéta Janovská z Janovic          |                                |                                | Jan Ignác Josef z Unwerthu † 1769 | Jan Ignác Josef z Unwerthu † 1769 | Jan Ignác Josef z Unwerthu † 1769 | Jan Ignác Josef z Unwerthu † 1769 | Jan Ignác Josef z Unwerthu † 1769                                          | Jan Ignác Josef z Unwerthu † 1769                                          |                                                                            |                                                                            | II. Marie Terezie Čejková z Olbramovic 1727–1789                           | II. Marie Terezie Čejková z Olbramovic 1727–1789                           | II. Marie Terezie Čejková z Olbramovic 1727–1789 | II. Marie Terezie Čejková z Olbramovic 1727–1789 | II. Marie Terezie Čejková z Olbramovic 1727–1789 | II. Marie Terezie Čejková z Olbramovic 1727–1789 |                                  |                                  |                                                       |                                                       |                                                       |                                                       |                                                       |                                                       |  |  |                              |                              |                              |                              |                              |                              |  |  |                               |                               |                               |                               |                               |                               |  |  |                                               |                                               |                                               |                                               |                                               |                                               |  |  |
|                                                                       |                                                                       |                                                                       |                                                                       |                                                                       |                                                                       |  |  | Emanuel Teles da Silva-Tarouca 1691/1696–1771       | Emanuel Teles da Silva-Tarouca 1691/1696–1771       | Emanuel Teles da Silva-Tarouca 1691/1696–1771       | Emanuel Teles da Silva-Tarouca 1691/1696–1771       | Emanuel Teles da Silva-Tarouca 1691/1696–1771       | Emanuel Teles da Silva-Tarouca 1691/1696–1771       |  |  | Johanna Amálie ze Schleswig-Holstein-Sondenburg-Becku 1718–1774 | Johanna Amálie ze Schleswig-Holstein-Sondenburg-Becku 1718–1774 | Johanna Amálie ze Schleswig-Holstein-Sondenburg-Becku 1718–1774 | Johanna Amálie ze Schleswig-Holstein-Sondenburg-Becku 1718–1774 | Johanna Amálie ze Schleswig-Holstein-Sondenburg-Becku 1718–1774 | Johanna Amálie ze Schleswig-Holstein-Sondenburg-Becku 1718–1774 |                               |                               |                                       |                                       |                                       |                                       |                                       |                                       |                                 |                                 |                                            |                                            |                                            |                                            |                                            |                                            |                              |                              | I. Markéta Janovská z Janovic          | I. Markéta Janovská z Janovic          | I. Markéta Janovská z Janovic          | I. Markéta Janovská z Janovic          | I. Markéta Janovská z Janovic          | I. Markéta Janovská z Janovic          |                                |                                | Jan Ignác Josef z Unwerthu † 1769 | Jan Ignác Josef z Unwerthu † 1769 | Jan Ignác Josef z Unwerthu † 1769 | Jan Ignác Josef z Unwerthu † 1769 | Jan Ignác Josef z Unwerthu † 1769                                          | Jan Ignác Josef z Unwerthu † 1769                                          |                                                                            |                                                                            | II. Marie Terezie Čejková z Olbramovic 1727–1789                           | II. Marie Terezie Čejková z Olbramovic 1727–1789                           | II. Marie Terezie Čejková z Olbramovic 1727–1789 | II. Marie Terezie Čejková z Olbramovic 1727–1789 | II. Marie Terezie Čejková z Olbramovic 1727–1789 | II. Marie Terezie Čejková z Olbramovic 1727–1789 |                                  |                                  |                                                       |                                                       |                                                       |                                                       |                                                       |                                                       |  |  |                              |                              |                              |                              |                              |                              |  |  |                               |                               |                               |                               |                               |                               |  |  |                                               |                                               |                                               |                                               |                                               |                                               |  |  |
|                                                                       |                                                                       |                                                                       |                                                                       |                                                                       |                                                                       |  |  |                                                     |                                                     |                                                     |                                                     |                                                     |                                                     |  |  |                                                                 |                                                                 |                                                                 |                                                                 |                                                                 |                                                                 |                               |                               |                                       |                                       |                                       |                                       |                                       |                                       |                                 |                                 |                                            |                                            |                                            |                                            |                                            |                                            |                              |                              |                                        |                                        |                                        |                                        |                                        |                                        |                                |                                |                                   |                                   |                                   |                                   |                                                                            |                                                                            |                                                                            |                                                                            |                                                                            |                                                                            |                                                  |                                                  |                                                  |                                                  |                                  |                                  |                                                       |                                                       |                                                       |                                                       |                                                       |                                                       |  |  |                              |                              |                              |                              |                              |                              |  |  |                               |                               |                               |                               |                               |                               |  |  |                                               |                                               |                                               |                                               |                                               |                                               |  |  |
|                                                                       |                                                                       |                                                                       |                                                                       |                                                                       |                                                                       |  |  |                                                     |                                                     |                                                     |                                                     |                                                     |                                                     |  |  |                                                                 |                                                                 |                                                                 |                                                                 |                                                                 |                                                                 |                               |                               |                                       |                                       |                                       |                                       |                                       |                                       |                                 |                                 |                                            |                                            |                                            |                                            |                                            |                                            |                              |                              |                                        |                                        |                                        |                                        |                                        |                                        |                                |                                |                                   |                                   |                                   |                                   |                                                                            |                                                                            |                                                                            |                                                                            |                                                                            |                                                                            |                                                  |                                                  |                                                  |                                                  |                                  |                                  |                                                       |                                                       |                                                       |                                                       |                                                       |                                                       |  |  |                              |                              |                              |                              |                              |                              |  |  |                               |                               |                               |                               |                               |                               |  |  |                                               |                                               |                                               |                                               |                                               |                                               |  |  |
| František Štěpán Silva-Tarouca 1750–1797                              | František Štěpán Silva-Tarouca 1750–1797                              | František Štěpán Silva-Tarouca 1750–1797                              | František Štěpán Silva-Tarouca 1750–1797                              | František Štěpán Silva-Tarouca 1750–1797                              | František Štěpán Silva-Tarouca 1750–1797                              |  |  | Marie Kristina ze Schönborn-Heussenstammu 1754–1797 | Marie Kristina ze Schönborn-Heussenstammu 1754–1797 | Marie Kristina ze Schönborn-Heussenstammu 1754–1797 | Marie Kristina ze Schönborn-Heussenstammu 1754–1797 | Marie Kristina ze Schönborn-Heussenstammu 1754–1797 | Marie Kristina ze Schönborn-Heussenstammu 1754–1797 |  |  | I. Anna Marie Alsterlová z Astfeldu a Vydří 1769–1816           | I. Anna Marie Alsterlová z Astfeldu a Vydří 1769–1816           | I. Anna Marie Alsterlová z Astfeldu a Vydří 1769–1816           | I. Anna Marie Alsterlová z Astfeldu a Vydří 1769–1816           | I. Anna Marie Alsterlová z Astfeldu a Vydří 1769–1816           | I. Anna Marie Alsterlová z Astfeldu a Vydří 1769–1816           |                               |                               | Josef z Unwerthu 1753–1822            | Josef z Unwerthu 1753–1822            | Josef z Unwerthu 1753–1822            | Josef z Unwerthu 1753–1822            | Josef z Unwerthu 1753–1822            | Josef z Unwerthu 1753–1822            |                                 |                                 | II. Karolína Deymová ze Střítěže 1798–1826 | II. Karolína Deymová ze Střítěže 1798–1826 | II. Karolína Deymová ze Střítěže 1798–1826 | II. Karolína Deymová ze Střítěže 1798–1826 | II. Karolína Deymová ze Střítěže 1798–1826 | II. Karolína Deymová ze Střítěže 1798–1826 |                              |                              | Ignác z Unwerthu 1764–1827             | Ignác z Unwerthu 1764–1827             | Ignác z Unwerthu 1764–1827             | Ignác z Unwerthu 1764–1827             | Ignác z Unwerthu 1764–1827             | Ignác z Unwerthu 1764–1827             |                                |                                | Terezie Török ze Szendrö 1793–?   | Terezie Török ze Szendrö 1793–?   | Terezie Török ze Szendrö 1793–?   | Terezie Török ze Szendrö 1793–?   | Terezie Török ze Szendrö 1793–?                                            | Terezie Török ze Szendrö 1793–?                                            |                                                                            |                                                                            | Jan Nepomuk Václav z Unwerthu 1752–1792                                    | Jan Nepomuk Václav z Unwerthu 1752–1792                                    | Jan Nepomuk Václav z Unwerthu 1752–1792          | Jan Nepomuk Václav z Unwerthu 1752–1792          | Jan Nepomuk Václav z Unwerthu 1752–1792          | Jan Nepomuk Václav z Unwerthu 1752–1792          |                                  |                                  | Marie Anna Ludmila Hartmannová z Klarsteinu 1764–1794 | Marie Anna Ludmila Hartmannová z Klarsteinu 1764–1794 | Marie Anna Ludmila Hartmannová z Klarsteinu 1764–1794 | Marie Anna Ludmila Hartmannová z Klarsteinu 1764–1794 | Marie Anna Ludmila Hartmannová z Klarsteinu 1764–1794 | Marie Anna Ludmila Hartmannová z Klarsteinu 1764–1794 |  |  | Emanuel z Unwerthu 1759–1813 | Emanuel z Unwerthu 1759–1813 | Emanuel z Unwerthu 1759–1813 | Emanuel z Unwerthu 1759–1813 | Emanuel z Unwerthu 1759–1813 | Emanuel z Unwerthu 1759–1813 |  |  | Karolína z Unwerthu 1745–1802 | Karolína z Unwerthu 1745–1802 | Karolína z Unwerthu 1745–1802 | Karolína z Unwerthu 1745–1802 | Karolína z Unwerthu 1745–1802 | Karolína z Unwerthu 1745–1802 |  |  | František Václav Kager ze Štampachu 1742–1804 | František Václav Kager ze Štampachu 1742–1804 | František Václav Kager ze Štampachu 1742–1804 | František Václav Kager ze Štampachu 1742–1804 | František Václav Kager ze Štampachu 1742–1804 | František Václav Kager ze Štampachu 1742–1804 |  |  |
| František Štěpán Silva-Tarouca 1750–1797                              | František Štěpán Silva-Tarouca 1750–1797                              | František Štěpán Silva-Tarouca 1750–1797                              | František Štěpán Silva-Tarouca 1750–1797                              | František Štěpán Silva-Tarouca 1750–1797                              | František Štěpán Silva-Tarouca 1750–1797                              |  |  | Marie Kristina ze Schönborn-Heussenstammu 1754–1797 | Marie Kristina ze Schönborn-Heussenstammu 1754–1797 | Marie Kristina ze Schönborn-Heussenstammu 1754–1797 | Marie Kristina ze Schönborn-Heussenstammu 1754–1797 | Marie Kristina ze Schönborn-Heussenstammu 1754–1797 | Marie Kristina ze Schönborn-Heussenstammu 1754–1797 |  |  | I. Anna Marie Alsterlová z Astfeldu a Vydří 1769–1816           | I. Anna Marie Alsterlová z Astfeldu a Vydří 1769–1816           | I. Anna Marie Alsterlová z Astfeldu a Vydří 1769–1816           | I. Anna Marie Alsterlová z Astfeldu a Vydří 1769–1816           | I. Anna Marie Alsterlová z Astfeldu a Vydří 1769–1816           | I. Anna Marie Alsterlová z Astfeldu a Vydří 1769–1816           |                               |                               | Josef z Unwerthu 1753–1822            | Josef z Unwerthu 1753–1822            | Josef z Unwerthu 1753–1822            | Josef z Unwerthu 1753–1822            | Josef z Unwerthu 1753–1822            | Josef z Unwerthu 1753–1822            |                                 |                                 | II. Karolína Deymová ze Střítěže 1798–1826 | II. Karolína Deymová ze Střítěže 1798–1826 | II. Karolína Deymová ze Střítěže 1798–1826 | II. Karolína Deymová ze Střítěže 1798–1826 | II. Karolína Deymová ze Střítěže 1798–1826 | II. Karolína Deymová ze Střítěže 1798–1826 |                              |                              | Ignác z Unwerthu 1764–1827             | Ignác z Unwerthu 1764–1827             | Ignác z Unwerthu 1764–1827             | Ignác z Unwerthu 1764–1827             | Ignác z Unwerthu 1764–1827             | Ignác z Unwerthu 1764–1827             |                                |                                | Terezie Török ze Szendrö 1793–?   | Terezie Török ze Szendrö 1793–?   | Terezie Török ze Szendrö 1793–?   | Terezie Török ze Szendrö 1793–?   | Terezie Török ze Szendrö 1793–?                                            | Terezie Török ze Szendrö 1793–?                                            |                                                                            |                                                                            | Jan Nepomuk Václav z Unwerthu 1752–1792                                    | Jan Nepomuk Václav z Unwerthu 1752–1792                                    | Jan Nepomuk Václav z Unwerthu 1752–1792          | Jan Nepomuk Václav z Unwerthu 1752–1792          | Jan Nepomuk Václav z Unwerthu 1752–1792          | Jan Nepomuk Václav z Unwerthu 1752–1792          |                                  |                                  | Marie Anna Ludmila Hartmannová z Klarsteinu 1764–1794 | Marie Anna Ludmila Hartmannová z Klarsteinu 1764–1794 | Marie Anna Ludmila Hartmannová z Klarsteinu 1764–1794 | Marie Anna Ludmila Hartmannová z Klarsteinu 1764–1794 | Marie Anna Ludmila Hartmannová z Klarsteinu 1764–1794 | Marie Anna Ludmila Hartmannová z Klarsteinu 1764–1794 |  |  | Emanuel z Unwerthu 1759–1813 | Emanuel z Unwerthu 1759–1813 | Emanuel z Unwerthu 1759–1813 | Emanuel z Unwerthu 1759–1813 | Emanuel z Unwerthu 1759–1813 | Emanuel z Unwerthu 1759–1813 |  |  | Karolína z Unwerthu 1745–1802 | Karolína z Unwerthu 1745–1802 | Karolína z Unwerthu 1745–1802 | Karolína z Unwerthu 1745–1802 | Karolína z Unwerthu 1745–1802 | Karolína z Unwerthu 1745–1802 |  |  | František Václav Kager ze Štampachu 1742–1804 | František Václav Kager ze Štampachu 1742–1804 | František Václav Kager ze Štampachu 1742–1804 | František Václav Kager ze Štampachu 1742–1804 | František Václav Kager ze Štampachu 1742–1804 | František Václav Kager ze Štampachu 1742–1804 |  |  |
|                                                                       |                                                                       |                                                                       |                                                                       |                                                                       |                                                                       |  |  |                                                     |                                                     |                                                     |                                                     |                                                     |                                                     |  |  |                                                                 |                                                                 |                                                                 |                                                                 |                                                                 |                                                                 |                               |                               |                                       |                                       |                                       |                                       |                                       |                                       |                                 |                                 |                                            |                                            |                                            |                                            |                                            |                                            |                              |                              |                                        |                                        |                                        |                                        |                                        |                                        |                                |                                |                                   |                                   |                                   |                                   |                                                                            |                                                                            |                                                                            |                                                                            |                                                                            |                                                                            |                                                  |                                                  |                                                  |                                                  |                                  |                                  |                                                       |                                                       |                                                       |                                                       |                                                       |                                                       |  |  |                              |                              |                              |                              |                              |                              |  |  |                               |                               |                               |                               |                               |                               |  |  |                                               |                                               |                                               |                                               |                                               |                                               |  |  |
|                                                                       |                                                                       |                                                                       |                                                                       |                                                                       |                                                                       |  |  |                                                     |                                                     |                                                     |                                                     |                                                     |                                                     |  |  |                                                                 |                                                                 |                                                                 |                                                                 |                                                                 |                                                                 |                               |                               |                                       |                                       |                                       |                                       |                                       |                                       |                                 |                                 |                                            |                                            |                                            |                                            |                                            |                                            |                              |                              |                                        |                                        |                                        |                                        |                                        |                                        |                                |                                |                                   |                                   |                                   |                                   |                                                                            |                                                                            |                                                                            |                                                                            |                                                                            |                                                                            |                                                  |                                                  |                                                  |                                                  |                                  |                                  |                                                       |                                                       |                                                       |                                                       |                                                       |                                                       |  |  |                              |                              |                              |                              |                              |                              |  |  |                               |                               |                               |                               |                               |                               |  |  |                                               |                                               |                                               |                                               |                                               |                                               |  |  |
| František Josef I. Silva-Tarouca 1773–1835 STARŠÍ LINIE SILVA-TAROUCA | František Josef I. Silva-Tarouca 1773–1835 STARŠÍ LINIE SILVA-TAROUCA | František Josef I. Silva-Tarouca 1773–1835 STARŠÍ LINIE SILVA-TAROUCA | František Josef I. Silva-Tarouca 1773–1835 STARŠÍ LINIE SILVA-TAROUCA | František Josef I. Silva-Tarouca 1773–1835 STARŠÍ LINIE SILVA-TAROUCA | František Josef I. Silva-Tarouca 1773–1835 STARŠÍ LINIE SILVA-TAROUCA |  |  | Leopoldina ze Sternberg-Manderscheidu 1797–1870     | Leopoldina ze Sternberg-Manderscheidu 1797–1870     | Leopoldina ze Sternberg-Manderscheidu 1797–1870     | Leopoldina ze Sternberg-Manderscheidu 1797–1870     | Leopoldina ze Sternberg-Manderscheidu 1797–1870     | Leopoldina ze Sternberg-Manderscheidu 1797–1870     |  |  |                                                                 |                                                                 | Evžen Silva-Tarouca 1778–1842                                   | Evžen Silva-Tarouca 1778–1842                                   | Evžen Silva-Tarouca 1778–1842                                   | Evžen Silva-Tarouca 1778–1842                                   | Evžen Silva-Tarouca 1778–1842 | Evžen Silva-Tarouca 1778–1842 |                                       |                                       | Alžběta Silva-Tarouca 1782–1842       | Alžběta Silva-Tarouca 1782–1842       | Alžběta Silva-Tarouca 1782–1842       | Alžběta Silva-Tarouca 1782–1842       | Alžběta Silva-Tarouca 1782–1842 | Alžběta Silva-Tarouca 1782–1842 |                                            |                                            | Emanuel Silva-Tarouca 1783–?               | Emanuel Silva-Tarouca 1783–?               | Emanuel Silva-Tarouca 1783–?               | Emanuel Silva-Tarouca 1783–?               | Emanuel Silva-Tarouca 1783–? | Emanuel Silva-Tarouca 1783–? |                                        |                                        | Amélie Silva-Tarouca 1784–1852         | Amélie Silva-Tarouca 1784–1852         | Amélie Silva-Tarouca 1784–1852         | Amélie Silva-Tarouca 1784–1852         | Amélie Silva-Tarouca 1784–1852 | Amélie Silva-Tarouca 1784–1852 |                                   |                                   |                                   |                                   | 4. Jiří Silva-Tarouca 1775–1839 MLADŠÍ LINIE – LINIE SILVA-TAROUCA-UNWERTH | 4. Jiří Silva-Tarouca 1775–1839 MLADŠÍ LINIE – LINIE SILVA-TAROUCA-UNWERTH | 4. Jiří Silva-Tarouca 1775–1839 MLADŠÍ LINIE – LINIE SILVA-TAROUCA-UNWERTH | 4. Jiří Silva-Tarouca 1775–1839 MLADŠÍ LINIE – LINIE SILVA-TAROUCA-UNWERTH | 4. Jiří Silva-Tarouca 1775–1839 MLADŠÍ LINIE – LINIE SILVA-TAROUCA-UNWERTH | 4. Jiří Silva-Tarouca 1775–1839 MLADŠÍ LINIE – LINIE SILVA-TAROUCA-UNWERTH |                                                  |                                                  | 5. Kristýna z Unwerthu 1778–1841                 | 5. Kristýna z Unwerthu 1778–1841                 | 5. Kristýna z Unwerthu 1778–1841 | 5. Kristýna z Unwerthu 1778–1841 | 5. Kristýna z Unwerthu 1778–1841                      | 5. Kristýna z Unwerthu 1778–1841                      |                                                       |                                                       |                                                       |                                                       |  |  |                              |                              |                              |                              |                              |                              |  |  |                               |                               |                               |                               |                               |                               |  |  |                                               |                                               |                                               |                                               |                                               |                                               |  |  |
| František Josef I. Silva-Tarouca 1773–1835 STARŠÍ LINIE SILVA-TAROUCA | František Josef I. Silva-Tarouca 1773–1835 STARŠÍ LINIE SILVA-TAROUCA | František Josef I. Silva-Tarouca 1773–1835 STARŠÍ LINIE SILVA-TAROUCA | František Josef I. Silva-Tarouca 1773–1835 STARŠÍ LINIE SILVA-TAROUCA | František Josef I. Silva-Tarouca 1773–1835 STARŠÍ LINIE SILVA-TAROUCA | František Josef I. Silva-Tarouca 1773–1835 STARŠÍ LINIE SILVA-TAROUCA |  |  | Leopoldina ze Sternberg-Manderscheidu 1797–1870     | Leopoldina ze Sternberg-Manderscheidu 1797–1870     | Leopoldina ze Sternberg-Manderscheidu 1797–1870     | Leopoldina ze Sternberg-Manderscheidu 1797–1870     | Leopoldina ze Sternberg-Manderscheidu 1797–1870     | Leopoldina ze Sternberg-Manderscheidu 1797–1870     |  |  |                                                                 |                                                                 | Evžen Silva-Tarouca 1778–1842                                   | Evžen Silva-Tarouca 1778–1842                                   | Evžen Silva-Tarouca 1778–1842                                   | Evžen Silva-Tarouca 1778–1842                                   | Evžen Silva-Tarouca 1778–1842 | Evžen Silva-Tarouca 1778–1842 |                                       |                                       | Alžběta Silva-Tarouca 1782–1842       | Alžběta Silva-Tarouca 1782–1842       | Alžběta Silva-Tarouca 1782–1842       | Alžběta Silva-Tarouca 1782–1842       | Alžběta Silva-Tarouca 1782–1842 | Alžběta Silva-Tarouca 1782–1842 |                                            |                                            | Emanuel Silva-Tarouca 1783–?               | Emanuel Silva-Tarouca 1783–?               | Emanuel Silva-Tarouca 1783–?               | Emanuel Silva-Tarouca 1783–?               | Emanuel Silva-Tarouca 1783–? | Emanuel Silva-Tarouca 1783–? |                                        |                                        | Amélie Silva-Tarouca 1784–1852         | Amélie Silva-Tarouca 1784–1852         | Amélie Silva-Tarouca 1784–1852         | Amélie Silva-Tarouca 1784–1852         | Amélie Silva-Tarouca 1784–1852 | Amélie Silva-Tarouca 1784–1852 |                                   |                                   |                                   |                                   | 4. Jiří Silva-Tarouca 1775–1839 MLADŠÍ LINIE – LINIE SILVA-TAROUCA-UNWERTH | 4. Jiří Silva-Tarouca 1775–1839 MLADŠÍ LINIE – LINIE SILVA-TAROUCA-UNWERTH | 4. Jiří Silva-Tarouca 1775–1839 MLADŠÍ LINIE – LINIE SILVA-TAROUCA-UNWERTH | 4. Jiří Silva-Tarouca 1775–1839 MLADŠÍ LINIE – LINIE SILVA-TAROUCA-UNWERTH | 4. Jiří Silva-Tarouca 1775–1839 MLADŠÍ LINIE – LINIE SILVA-TAROUCA-UNWERTH | 4. Jiří Silva-Tarouca 1775–1839 MLADŠÍ LINIE – LINIE SILVA-TAROUCA-UNWERTH |                                                  |                                                  | 5. Kristýna z Unwerthu 1778–1841                 | 5. Kristýna z Unwerthu 1778–1841                 | 5. Kristýna z Unwerthu 1778–1841 | 5. Kristýna z Unwerthu 1778–1841 | 5. Kristýna z Unwerthu 1778–1841                      | 5. Kristýna z Unwerthu 1778–1841                      |                                                       |                                                       |                                                       |                                                       |  |  |                              |                              |                              |                              |                              |                              |  |  |                               |                               |                               |                               |                               |                               |  |  |                                               |                                               |                                               |                                               |                                               |                                               |  |  |
|                                                                       |                                                                       |                                                                       |                                                                       |                                                                       |                                                                       |  |  |                                                     |                                                     |                                                     |                                                     |                                                     |                                                     |  |  |                                                                 |                                                                 |                                                                 |                                                                 |                                                                 |                                                                 |                               |                               |                                       |                                       |                                       |                                       |                                       |                                       |                                 |                                 |                                            |                                            |                                            |                                            |                                            |                                            |                              |                              |                                        |                                        |                                        |                                        |                                        |                                        |                                |                                |                                   |                                   |                                   |                                   |                                                                            |                                                                            |                                                                            |                                                                            |                                                                            |                                                                            |                                                  |                                                  |                                                  |                                                  |                                  |                                  |                                                       |                                                       |                                                       |                                                       |                                                       |                                                       |  |  |                              |                              |                              |                              |                              |                              |  |  |                               |                               |                               |                               |                               |                               |  |  |                                               |                                               |                                               |                                               |                                               |                                               |  |  |
|                                                                       |                                                                       |                                                                       |                                                                       |                                                                       |                                                                       |  |  |                                                     |                                                     |                                                     |                                                     |                                                     |                                                     |  |  |                                                                 |                                                                 |                                                                 |                                                                 |                                                                 |                                                                 |                               |                               |                                       |                                       |                                       |                                       |                                       |                                       |                                 |                                 |                                            |                                            |                                            |                                            |                                            |                                            |                              |                              |                                        |                                        |                                        |                                        |                                        |                                        |                                |                                |                                   |                                   |                                   |                                   |                                                                            |                                                                            |                                                                            |                                                                            |                                                                            |                                                                            |                                                  |                                                  |                                                  |                                                  |                                  |                                  |                                                       |                                                       |                                                       |                                                       |                                                       |                                                       |  |  |                              |                              |                              |                              |                              |                              |  |  |                               |                               |                               |                               |                               |                               |  |  |                                               |                                               |                                               |                                               |                                               |                                               |  |  |
| I. x859. Julie Kaufmanová 1819–1859                                   | I. x859. Julie Kaufmanová 1819–1859                                   | I. x859. Julie Kaufmanová 1819–1859                                   | I. x859. Julie Kaufmanová 1819–1859                                   | I. x859. Julie Kaufmanová 1819–1859                                   | I. x859. Julie Kaufmanová 1819–1859                                   |  |  | x877. Evžen Silva-Tarouca-Unwerth 1813–1877         | x877. Evžen Silva-Tarouca-Unwerth 1813–1877         | x877. Evžen Silva-Tarouca-Unwerth 1813–1877         | x877. Evžen Silva-Tarouca-Unwerth 1813–1877         | x877. Evžen Silva-Tarouca-Unwerth 1813–1877         | x877. Evžen Silva-Tarouca-Unwerth 1813–1877         |  |  | II. x890. Jindřiška Pavlína Skrbenská z Hříště 1824–1890        | II. x890. Jindřiška Pavlína Skrbenská z Hříště 1824–1890        | II. x890. Jindřiška Pavlína Skrbenská z Hříště 1824–1890        | II. x890. Jindřiška Pavlína Skrbenská z Hříště 1824–1890        | II. x890. Jindřiška Pavlína Skrbenská z Hříště 1824–1890        | II. x890. Jindřiška Pavlína Skrbenská z Hříště 1824–1890        |                               |                               | x862. Bedřich z Gallenbergu 1809–1862 | x862. Bedřich z Gallenbergu 1809–1862 | x862. Bedřich z Gallenbergu 1809–1862 | x862. Bedřich z Gallenbergu 1809–1862 | x862. Bedřich z Gallenbergu 1809–1862 | x862. Bedřich z Gallenbergu 1809–1862 |                                 |                                 | x876. Servác Silva-Tarouca 1821–1876       | x876. Servác Silva-Tarouca 1821–1876       | x876. Servác Silva-Tarouca 1821–1876       | x876. Servác Silva-Tarouca 1821–1876       | x876. Servác Silva-Tarouca 1821–1876       | x876. Servác Silva-Tarouca 1821–1876       |                              |                              | x894. Matylda z Bartensteinu 1836–1894 | x894. Matylda z Bartensteinu 1836–1894 | x894. Matylda z Bartensteinu 1836–1894 | x894. Matylda z Bartensteinu 1836–1894 | x894. Matylda z Bartensteinu 1836–1894 | x894. Matylda z Bartensteinu 1836–1894 |                                |                                | 2. Josef Silva-Tarouca 1823–1826  | 2. Josef Silva-Tarouca 1823–1826  | 2. Josef Silva-Tarouca 1823–1826  | 2. Josef Silva-Tarouca 1823–1826  | 2. Josef Silva-Tarouca 1823–1826                                           | 2. Josef Silva-Tarouca 1823–1826                                           |                                                                            |                                                                            | 1. Anna Silva-Tarouca 1825–1826                                            | 1. Anna Silva-Tarouca 1825–1826                                            | 1. Anna Silva-Tarouca 1825–1826                  | 1. Anna Silva-Tarouca 1825–1826                  | 1. Anna Silva-Tarouca 1825–1826                  | 1. Anna Silva-Tarouca 1825–1826                  |                                  |                                  | 3. Františka Silva-Tarouca 1828–1829                  | 3. Františka Silva-Tarouca 1828–1829                  | 3. Františka Silva-Tarouca 1828–1829                  | 3. Františka Silva-Tarouca 1828–1829                  | 3. Františka Silva-Tarouca 1828–1829                  | 3. Františka Silva-Tarouca 1828–1829                  |  |  |                              |                              |                              |                              |                              |                              |  |  |                               |                               |                               |                               |                               |                               |  |  |                                               |                                               |                                               |                                               |                                               |                                               |  |  |
| I. x859. Julie Kaufmanová 1819–1859                                   | I. x859. Julie Kaufmanová 1819–1859                                   | I. x859. Julie Kaufmanová 1819–1859                                   | I. x859. Julie Kaufmanová 1819–1859                                   | I. x859. Julie Kaufmanová 1819–1859                                   | I. x859. Julie Kaufmanová 1819–1859                                   |  |  | x877. Evžen Silva-Tarouca-Unwerth 1813–1877         | x877. Evžen Silva-Tarouca-Unwerth 1813–1877         | x877. Evžen Silva-Tarouca-Unwerth 1813–1877         | x877. Evžen Silva-Tarouca-Unwerth 1813–1877         | x877. Evžen Silva-Tarouca-Unwerth 1813–1877         | x877. Evžen Silva-Tarouca-Unwerth 1813–1877         |  |  | II. x890. Jindřiška Pavlína Skrbenská z Hříště 1824–1890        | II. x890. Jindřiška Pavlína Skrbenská z Hříště 1824–1890        | II. x890. Jindřiška Pavlína Skrbenská z Hříště 1824–1890        | II. x890. Jindřiška Pavlína Skrbenská z Hříště 1824–1890        | II. x890. Jindřiška Pavlína Skrbenská z Hříště 1824–1890        | II. x890. Jindřiška Pavlína Skrbenská z Hříště 1824–1890        |                               |                               | x862. Bedřich z Gallenbergu 1809–1862 | x862. Bedřich z Gallenbergu 1809–1862 | x862. Bedřich z Gallenbergu 1809–1862 | x862. Bedřich z Gallenbergu 1809–1862 | x862. Bedřich z Gallenbergu 1809–1862 | x862. Bedřich z Gallenbergu 1809–1862 |                                 |                                 | x876. Servác Silva-Tarouca 1821–1876       | x876. Servác Silva-Tarouca 1821–1876       | x876. Servác Silva-Tarouca 1821–1876       | x876. Servác Silva-Tarouca 1821–1876       | x876. Servác Silva-Tarouca 1821–1876       | x876. Servác Silva-Tarouca 1821–1876       |                              |                              | x894. Matylda z Bartensteinu 1836–1894 | x894. Matylda z Bartensteinu 1836–1894 | x894. Matylda z Bartensteinu 1836–1894 | x894. Matylda z Bartensteinu 1836–1894 | x894. Matylda z Bartensteinu 1836–1894 | x894. Matylda z Bartensteinu 1836–1894 |                                |                                | 2. Josef Silva-Tarouca 1823–1826  | 2. Josef Silva-Tarouca 1823–1826  | 2. Josef Silva-Tarouca 1823–1826  | 2. Josef Silva-Tarouca 1823–1826  | 2. Josef Silva-Tarouca 1823–1826                                           | 2. Josef Silva-Tarouca 1823–1826                                           |                                                                            |                                                                            | 1. Anna Silva-Tarouca 1825–1826                                            | 1. Anna Silva-Tarouca 1825–1826                                            | 1. Anna Silva-Tarouca 1825–1826                  | 1. Anna Silva-Tarouca 1825–1826                  | 1. Anna Silva-Tarouca 1825–1826                  | 1. Anna Silva-Tarouca 1825–1826                  |                                  |                                  | 3. Františka Silva-Tarouca 1828–1829                  | 3. Františka Silva-Tarouca 1828–1829                  | 3. Františka Silva-Tarouca 1828–1829                  | 3. Františka Silva-Tarouca 1828–1829                  | 3. Františka Silva-Tarouca 1828–1829                  | 3. Františka Silva-Tarouca 1828–1829                  |  |  |                              |                              |                              |                              |                              |                              |  |  |                               |                               |                               |                               |                               |                               |  |  |                                               |                                               |                                               |                                               |                                               |                                               |  |  |
|                                                                       |                                                                       |                                                                       |                                                                       |                                                                       |                                                                       |  |  |                                                     |                                                     |                                                     |                                                     |                                                     |                                                     |  |  |                                                                 |                                                                 |                                                                 |                                                                 |                                                                 |                                                                 |                               |                               |                                       |                                       |                                       |                                       |                                       |                                       |                                 |                                 |                                            |                                            |                                            |                                            |                                            |                                            |                              |                              |                                        |                                        |                                        |                                        |                                        |                                        |                                |                                |                                   |                                   |                                   |                                   |                                                                            |                                                                            |                                                                            |                                                                            |                                                                            |                                                                            |                                                  |                                                  |                                                  |                                                  |                                  |                                  |                                                       |                                                       |                                                       |                                                       |                                                       |                                                       |  |  |                              |                              |                              |                              |                              |                              |  |  |                               |                               |                               |                               |                               |                               |  |  |                                               |                                               |                                               |                                               |                                               |                                               |  |  |
|                                                                       |                                                                       |                                                                       |                                                                       |                                                                       |                                                                       |  |  |                                                     |                                                     |                                                     |                                                     |                                                     |                                                     |  |  |                                                                 |                                                                 |                                                                 |                                                                 |                                                                 |                                                                 |                               |                               |                                       |                                       |                                       |                                       |                                       |                                       |                                 |                                 |                                            |                                            |                                            |                                            |                                            |                                            |                              |                              |                                        |                                        |                                        |                                        |                                        |                                        |                                |                                |                                   |                                   |                                   |                                   |                                                                            |                                                                            |                                                                            |                                                                            |                                                                            |                                                                            |                                                  |                                                  |                                                  |                                                  |                                  |                                  |                                                       |                                                       |                                                       |                                                       |                                                       |                                                       |  |  |                              |                              |                              |                              |                              |                              |  |  |                               |                               |                               |                               |                               |                               |  |  |                                               |                                               |                                               |                                               |                                               |                                               |  |  |
|                                                                       |                                                                       |                                                                       |                                                                       | x.889 Evžen Silva-Tarouca-Unwerth 1844–1889                           |                                                                       |  |  |                                                     |                                                     |                                                     |                                                     |                                                     |                                                     |  |  |                                                                 |                                                                 |                                                                 |                                                                 |                                                                 |                                                                 |                               |                               |                                       |                                       |                                       |                                       |                                       |                                       |                                 |                                 |                                            |                                            |                                            |                                            |                                            |                                            |                              |                              |                                        |                                        |                                        |                                        |                                        |                                        |                                |                                |                                   |                                   |                                   |                                   |                                                                            |                                                                            |                                                                            |                                                                            |                                                                            |                                                                            |                                                  |                                                  |                                                  |                                                  |                                  |                                  |                                                       |                                                       |                                                       |                                                       |                                                       |                                                       |  |  |                              |                              |                              |                              |                              |                              |  |  |                               |                               |                               |                               |                               |                               |  |  |                                               |                                               |                                               |                                               |                                               |                                               |  |  |
|                                                                       |                                                                       |                                                                       |                                                                       |                                                                       |                                                                       |  |  |                                                     |                                                     |                                                     |                                                     |                                                     |                                                     |  |  |                                                                 |                                                                 |                                                                 |                                                                 |                                                                 |                                                                 |                               |                               |                                       |                                       |                                       |                                       |                                       |                                       |                                 |                                 |                                            |                                            |                                            |                                            |                                            |                                            |                              |                              |                                        |                                        |                                        |                                        |                                        |                                        |                                |                                |                                   |                                   |                                   |                                   |                                                                            |                                                                            |                                                                            |                                                                            |                                                                            |                                                                            |                                                  |                                                  |                                                  |                                                  |                                  |                                  |                                                       |                                                       |                                                       |                                                       |                                                       |                                                       |  |  |                              |                              |                              |                              |                              |                              |  |  |                               |                               |                               |                               |                               |                               |  |  |                                               |                                               |                                               |                                               |                                               |                                               |  |  |